# Remaufens
Remaufens (frp. Remôfin) – gmina (fr. commune; niem. Gemeinde) w Szwajcarii, w kantonie Fryburg, w okręgu Veveyse. 

## Demografia
W Remaufens mieszka 1 212 osób. W 2020 roku 18,2% populacji gminy stanowiły osoby urodzone poza Szwajcarią.

## Transport
Przez teren gminy przebiega droga główna nr 151.